# Carlo Schanzer

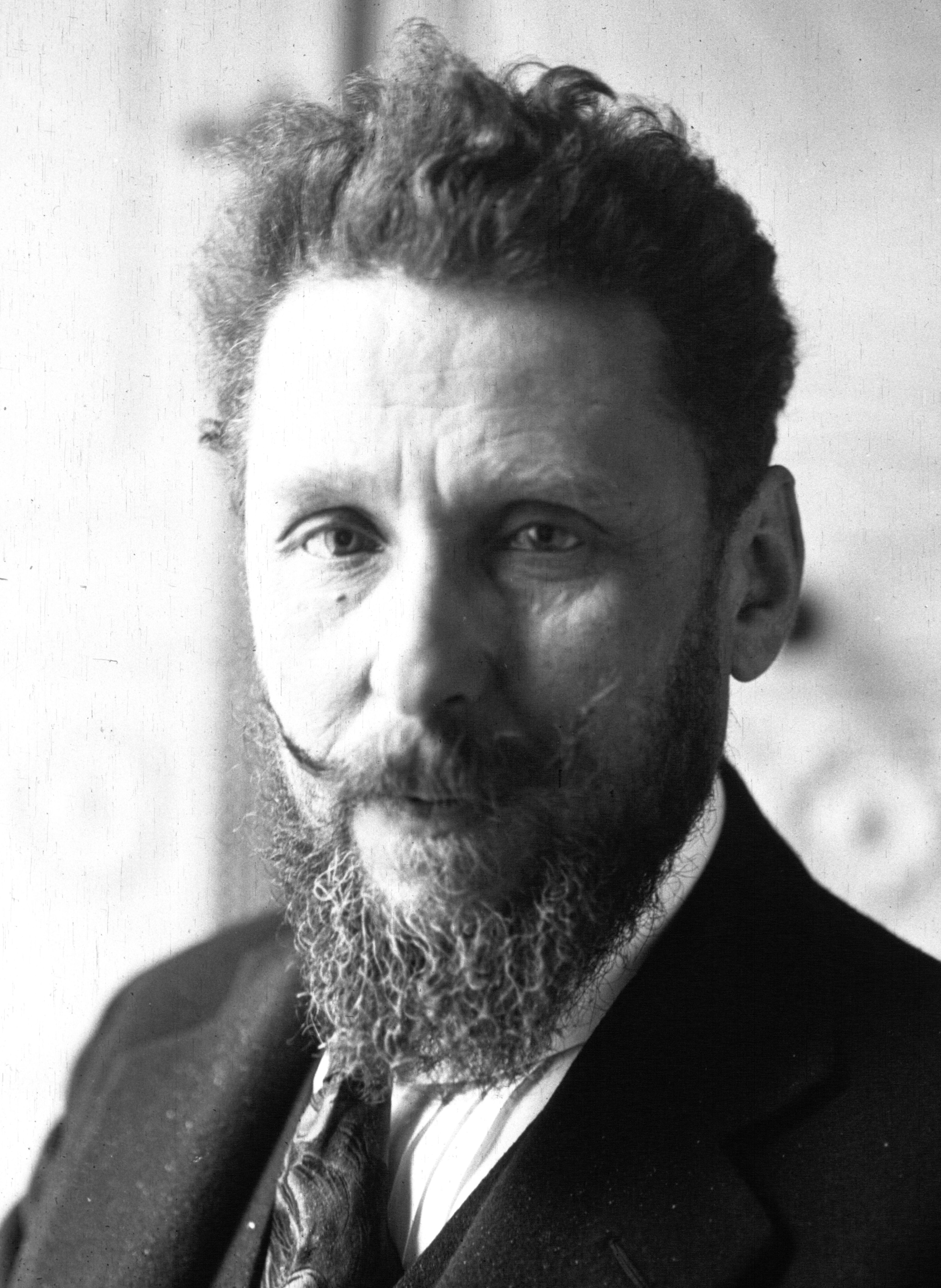
Carlo Schanzer (1922)

Carlo Schanzer (* 18. Dezember 1865 in Wien als Carl Schanzer; † 23. Oktober 1953 in Rom) war ein italienischer Politiker und mehrfach Minister.

## Werdegang
Carl Schanzer war der Sohn des aus Schlesien stammenden Rechtsanwalts Ludwig Schanzer und seiner Frau, der Pianistin Amalia Grundberg. Mitte der 1870er Jahre zog die Familie, Carl war das erste von vier Kindern des Paares, zunächst nach Mailand und später nach Rom. Sein Vater hatte in Italien geschäftlich zu tun und studierte für österreichische Auftraggeber die Trockenlegungsarbeiten im Agro romano und in den Valli di Comacchio. Carl besuchte das Gymnasium in Rom und studierte anschließend Rechtswissenschaften. Im November 1886 schloss er sein Studium mit der Laurea ab.
Im Jahr darauf fand er eine Anstellung als Bibliothekar und Archivar in der Bibliothek des Senats. Im gleichen Jahr erhielt er auch die italienische Staatsbürgerschaft. 1893 gewann er ein Ausschreibung für eine Anstellung beim Staatsrat und 1895 wurde er der IV. Sektion des Staatsrats zugewiesen.
Drei Jahre später wurde Schanzer 1898 zum Mitglied des Staatsrats ernannt. Er diente in der ersten Regierung von Ministerpräsident Francesco Saverio Nitti vom 23. Juni 1919 bis zum 14. März 1920 als Schatzminister und anschließend bis zum 21. Mai 1920 als Finanzminister. Im kurzlebigen Kabinett Nitti II war er erneut Schatzminister. Vom 26. Februar bis zum 28. Oktober 1922 war er unter Ministerpräsident Luigi Facta Außenminister seines Landes.